# Jean-François Larose
Pour les articles homonymes, voir Larose.
Jean-François Larose, né le 15 avril 1972 à Repentigny, est un homme politique québécois. Il a été député de Repentigny de 2011 à 2015, d'abord pour le Nouveau Parti démocratique, avant de le quitter et de se joindre au nouveau parti Forces et Démocratie.

## Biographie

### Vie privée et études
Il étudie à l’Université de Montréal dans le domaine de la sécurité publique, en violence et société, ainsi qu'en gestion de police et sécurité. À la suite d'une polémique après son élection il explique avoir bien suivi ces cours mais ne pas avoir validé de diplôme
Le 28 décembre 2018, il est arrêté puis accusé d’agression sexuelle armée. Il fait aussi face à une accusation de vol qualifié pour les mêmes événements.
Il est reconnu coupable le 27 août 2019 d'avoir agressé sexuellement trois femmes sur une période de 15 ans (2004, 2014 et 2018), dont une jeune employée politique. Il écope de trois ans de prison.

### Engagement militant
Employé dans la sécurité, il travaille notamment dans la Société du Vieux-Port de Montréal et à l'Agence métropolitaine des transports. Il émigre un temps au Mexique, où il travaille pour le gouvernement dans la lutte contre la corruption et la protection des parcs fauniques. De retour au Québec il devient agent de la paix en milieu carcéral, particulièrement chargé de la réinsertion sociale des détenus. Dans ce cadre, il est vice-président de sa section syndicale.
Lors des élections municipales montréalaises de 2009 il est candidat pour le poste de maire de l'arrondissement Le Plateau-Mont-Royal pour l'Équipe Louise O'Sullivan. Il n'obtient que 582 voix (2,08 %) et n'est pas élu, il s'agit cependant de son premier engagement politique visible.
En novembre 2015, il fonde un organisme à but non lucratif appelé Azoth, spécialisé dans le domaine de la sécurité qui met toute son expertise au service de la défense des droits humains et de la protection de l'environnement à travers le monde, aussi qui visait à dénoncer en ligne l'État islamique,.
En mars 2018, il crée et préside la Commission d'Étude sur les Aires Protégées (CÉAP), sur la Colline du Parlement. Azoth a présenté des options réalistes et intéressantes pour parvenir à des solutions de ressources concrètes et à longs termes.

## Élection et vie politique
Il est investi par le NPD dans la circonscription de Repentigny pour les élections fédérales de 2011. Le 2 mai 2011, il obtient 51,92 % et emporte une très large victoire sur le député bloquiste sortant Nicolas Dufour.
À la Chambre des communes du Canada, il siège au sein du comité permanent de la défense nationale. Il devient également porte-parole de l’opposition officielle en matière de philanthropie et du secteur à but non lucratif.
En septembre 2014, il soutient publiquement une motion du député indépendant (ex-bloquiste) Jean-François Fortin visant à donner moins de poids aux partis dans la répartition de la parole aux députés, afin de lever d'éventuels « baillons ».
Un mois plus tard, le 21 octobre 2014, il lance avec lui un nouveau parti fédéral, Forces et Démocratie, et quitte donc le NPD. Le parti n'a « pas de ligne de parti, mais un objectif commun : assurer le bien-être des gens de toutes les régions et assurer la vitalité de tous les coins du Québec ». Le Nouveau parti démocratique rappelle que le député avait voté à deux reprises pour une loi imposant aux transfuges de démissionner afin de respecter la volonté de leurs électeurs et demande par conséquent à Jean-François Larose de quitter son mandat.
Il se présente à l'élection fédérale de 2015 dans la circonscription de La Pointe-de-l'Île pour son nouveau parti. Il tente une campagne originale et obtient un petit buzz avec une vidéo ou il nage habillé dans le Saint-Laurent. Malgré cela il termine avant-dernier avec 135 voix et 0,2% des suffrages.

### Résultats électoraux
|       | Candidat              | Parti                | # de voix | % des voix |
|       | Guy Morrissette       | Conservateur         | +04 408,  | 7,98 %     |
|       | Mario Beaulieu        | Bloc québécois       | +18 545,  | 33,58 %    |
|       | Marie-Chantale Simard | Libéral              | +15 777,  | 28,57 %    |
|       | (sortante) Ève Péclet | NPD                  | +14 777,  | 26,76 %    |
|       | David Cox             | Vert                 | +01 130,  | 2,05 %     |
|       | Ben 97 Benoit         | Rhinocéros           | +00358,   | 0,65 %     |
|       | Geneviève Royer       | Marxiste-léniniste   | +00096,   | 0,17 %     |
|       | Jean-François Larose  | Forces et Démocratie | +00135,   | 0,24 %     |
| Total | Total                 | Total                | 55 226    | 100 %      |

|       | Candidat                 | Parti          | # de voix | % des voix |
|       | Christophe Royer         | Conservateur   | +04 606,  | 7,44 %     |
|       | (sortant) Nicolas Dufour | Bloc québécois | +19 242,  | 31,09 %    |
|       | Chantal Perreault        | Libéral        | +04 830,  | 7,8 %      |
|       | Jean-François Larose     | NPD            | +32 131,  | 51,92 %    |
|       | Michel Duchaine          | Vert           | +01 078,  | 1,74 %     |
| Total | Total                    | Total          | 61 887    | 100 %      |